# Kai-Uwe von Hassel
Kai-Uwe von Hassel (Gare, 21 aprile 1913 – Aquisgrana, 8 maggio 1997) è stato un politico tedesco, membro dell'Unione Cristiano-Democratica di Germania (CDU).
Entrato nella CDU nel 1946, nel 1954, all'età di 41 anni, divenne ministro presidente dello Schleswig-Holstein. Ha ricoperto questa posizione per otto anni, guidando le coalizioni di destra, diventando il primo a servire diversi mandati.
Dopo lo Scandalo Spiegel, Konrad Adenauer lo scelse nel 1963 come nuovo ministro federale della Difesa. Tenuto in carica da Ludwig Erhard, nel 1966 fu nominato ministro federale per gli sfollati di Kurt Georg Kiesinger.
Lasciò l'esecutivo nel 1969, essendo stato eletto presidente del Bundestag. Ha ricoperto questa carica fino alle elezioni del 1972, poi è stato vicepresidente dell'assemblea. In occasione delle elezioni europee del 1979, è entrato a far parte del Parlamento europeo.
Si è ritirato dalla politica alla fine del suo mandato quinquennale all'età di 71 anni.

## Biografia

### Origini, studi e attività durante la seconda guerra mondiale
Hassel è nato a Gare, nell'Africa Orientale tedesca (ora a Lushoto, nella regione di Tanga, in Tanzania), dove suo padre Theodor von Hassel (1868-1935) aveva prestato servizio come ufficiale dello Schutztruppe. Dopo la prima guerra mondiale, la famiglia Hassel fu bandita dal Tanganyika dall'amministrazione del mandato britannico e si stabilì a Glücksburg, nello Schleswig-Holstein. Hassel ha conseguito l'Abitur di maturità nel 1933, formatosi come commerciante di agro-alimentare e nel 1935 è tornato nel Territorio del Tanganica. All'inizio della seconda guerra mondiale è stato internato a Dar es Salaam dalle autorità britanniche ed è stato nuovamente esiliato Germania. Disegnato nelle forze armate della Wehrmacht, ha prestato servizio come interprete per l'organizzazione di intelligence militare Abwehr sotto l'ammiraglio Wilhelm Canaris ed è stato decorato con la Croce di Ferro (2ª classe).

### Politica

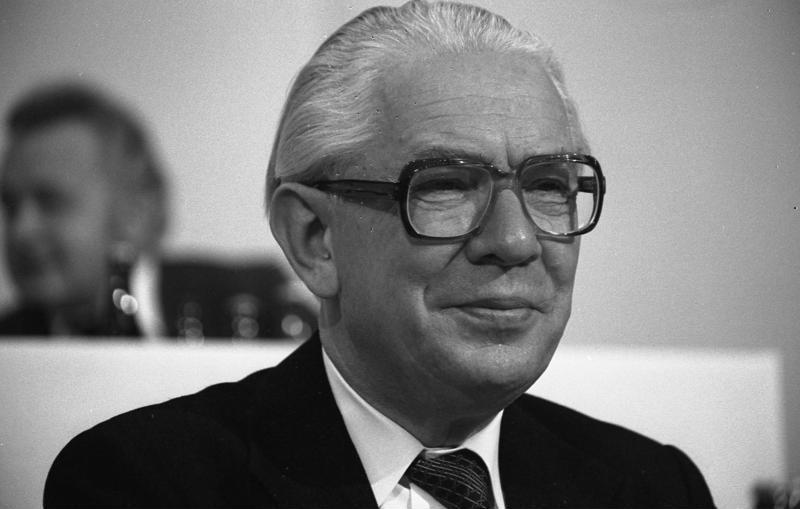
Kai-Uwe von Hassel, al congresso della CDU nel 1978.

Dopo la guerra, Hassel si unì al nuovo partito cristiano democratico nel distretto di Flensburgo e dal 1947 fu sindaco di Glücksburg. Nel 1950 divenne membro della legislatura nel Landtag dello Schleswig-Holstein e alle elezioni federali del 1953 membro del Bundestag tedesco.
L'11 ottobre 1954 Hassel assunse l'incarico di ministro-presidente dello Schleswig-Holstein. Dal 1955 al 1956 è stato presidente del Bundesrat tedesco. Fu strettamente associato ai due cancellieri Ludwig Erhard, servendo come ministro della Difesa dal 16 ottobre 1963 al 1º dicembre 1966. Successivamente prestò servizio nella Cancelleria di Kurt Georg Kiesinger dal 1º dicembre 1966 al 21 ottobre 1969 come "Ministro degli sfollati, dei rifugiati e delle vittime di guerra". Suo figlio Joachim von Hassel, un aviatore navale e Oberleutnant zur See, fu ucciso in un incidente del Lockheed F-104 Starfighter il 10 marzo 1970.
Dopo il suo servizio nel governo, Hassel è stato presidente del Bundestag dal 5 febbraio 1969 al 13 dicembre 1972, essendo stato eletto quando il precedente presidente, Eugen Gerstenmaier, si è dimesso durante uno scandalo finanziario. Morì all'età di 84 anni, quando subì un infarto durante la cerimonia del Premio Carlo Magno nel municipio di Aquisgrana nel 1997.

## Pubblicazioni
- Parlament und Öffentlichkeit – ein belastetes Verhältnis? In: Emil Hübner, Heinrich Oberreuter, Heinz Rausch: Der Bundestag von Innen gesehen. München 1969, S. 235–240.
- Reform im Deutschen Bundestag. Vorschläge. In: Limes. Jg. 1969, Heft 3, S. 9–12.
- Parlamentsreform. In: Politische Studien. Jg. 1971, Heft 198, S. 359–371.
- Demokratie und Demokratieverständnis. In: Evangelische Verantwortung. Jg. 1972, Heft 1, S. 1–6.
- Schwierige Entscheidungen. In: Rupert Schick: Der Bundestagspräsident. Amt, Funktionen, Personen. 9. Auflage, Stuttgart 1987, S. 111–116.
- Die Qualität der Abgeordneten verbessern. In: Sonde. Jg. 1988, Heft 1, S. 112–117.
- Der Bundesrat zwischen Länderinteressen, gesamtstaatlicher Verantwortung und Parteipolitik. In: Vierzig Jahre Bundesrat. Baden-Baden 1989, S. 71–79.